# الكومودو
الكومودو (لفظ kom-o-dor-eh ) كانت أعلى رتب كبار الضباط (بالألمانية: Stabsoffizier Rang)‏ في البحرية الألمانية كريغسمرينه، مماثلة لرتبة عميد في الدول الناطقة بالانكليزية. وفقًا للقوات المسلحة الحديثة، كان يعادل درجة الناتو في الصف الخامس. لم يكن هناك نظير لها في الجيش وسلاح الجو الألماني، ولكن رديف الرتبة في فافن إس إس هو Oberführer.

## التاريخ

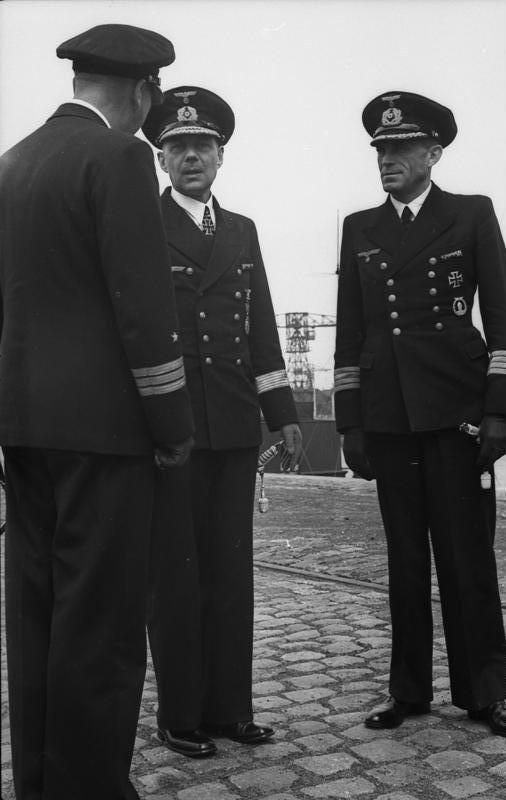
الكوماندو روج (وسط)